# Moe Snyder
Martin Snyder, más conocido como Moe Snyder o Moe the Gimp (en español: Moe el Cojo, debido a su débil pierna izquierda; 6 de diciembre de 1893-9 de noviembre de 1981) fue un gánster estadounidense de origen judío residente en Chicago, activo durante los años 1920 y 1930.

## Biografía
A los cinco años de edad, tuvo un accidente que le dejó la pierna izquierda muy débil para el resto de su vida. Snyder conocía todos los clubs nocturnos de Chicago; en uno de ellos conoció a la cantante y actriz Ruth Etting con quien se casó en 1922. 
En 1927 la pareja su mudó a Nueva York, donde Ruth comenzó a trabajar en las Ziegfeld Follies, revistas musicales de Broadway inspiradas en el Folies Bergère de París, creadas y dirigidas por Florenz Ziegfeld. A comienzos de los años 1930, la pareja se separó, ya que Ruth fue a Los Ángeles a trabajar en películas, y Snyder regresó a Chicago.